# Makabi Warschau
Makabi Warschau ist ein jüdischer Sportverein mit Sitz in der polnischen Hauptstadt Warschau.

## Geschichte

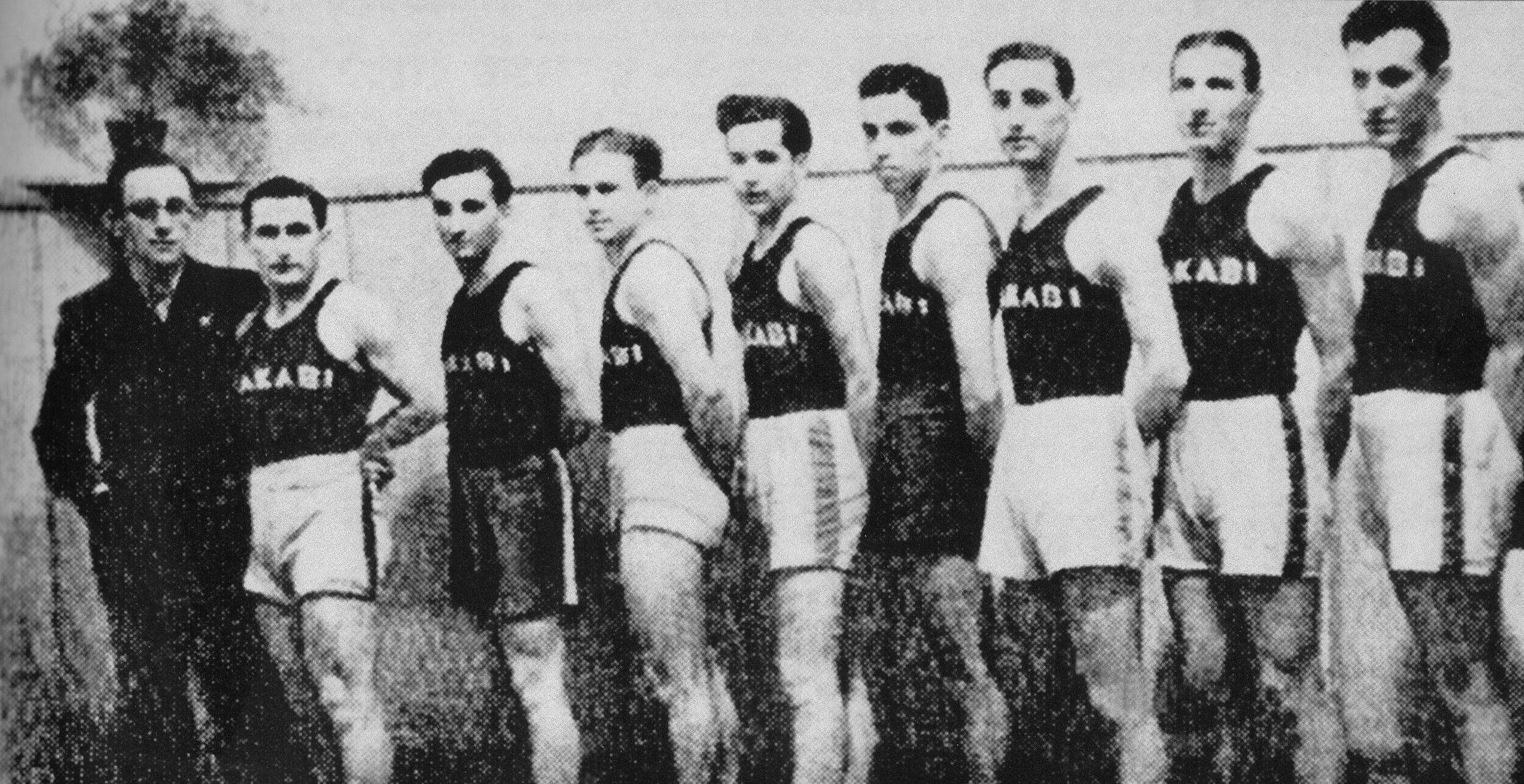
Basketballmannschaft von Makabi Warschau im Jahr 1935

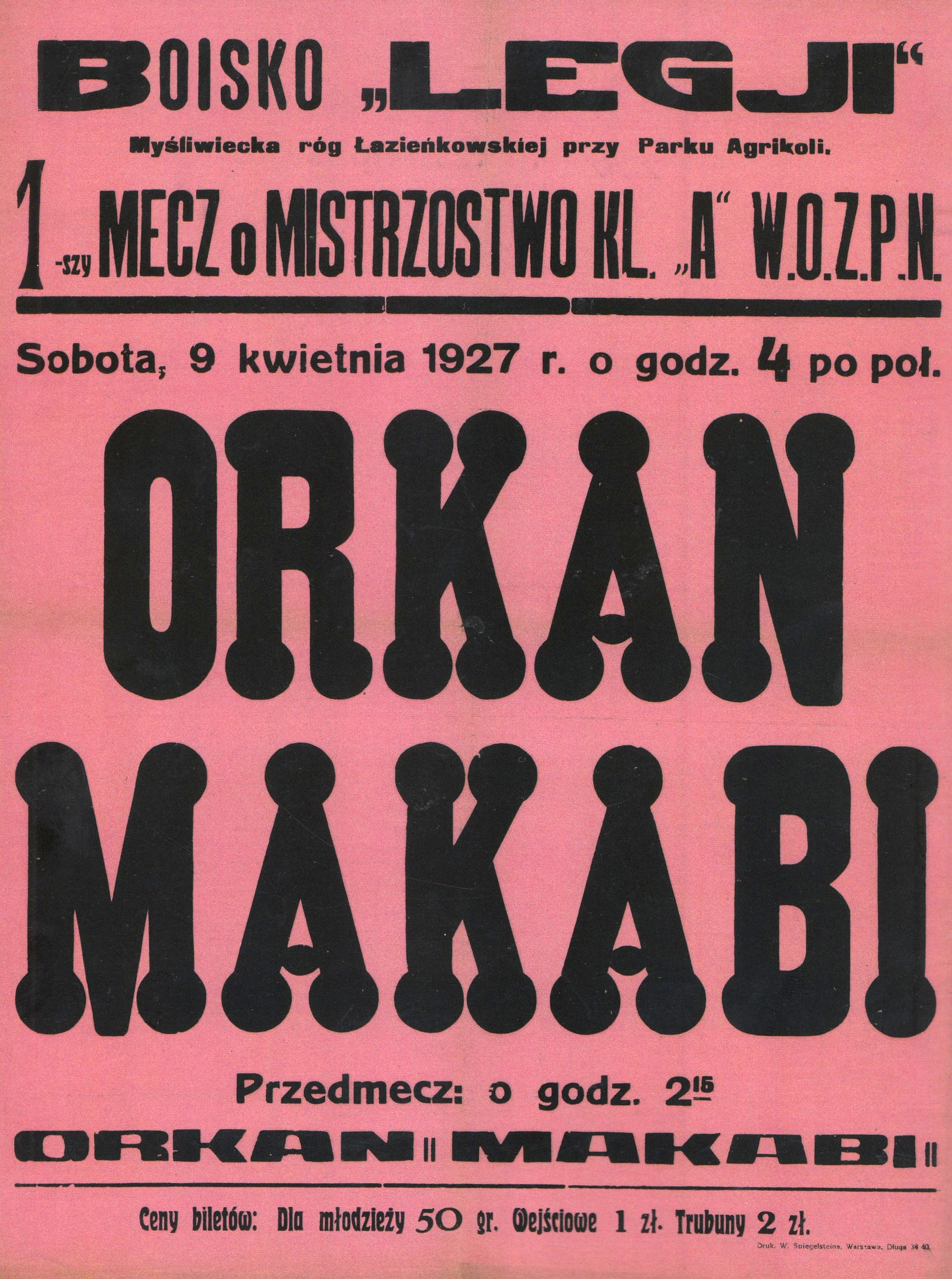
Spiel in der Fußball-A-Klasse 1927

Der bereits 1915 gegründete Sportverein zählte in seinen Anfangsjahren zu den größten Breitensportorganisationen im Polen der Zwischenkriegszeit. Ziel seiner Gründung war, der Jugend der jüdischen Minderheit Warschaus, die rund ein Viertel der Gesamtbevölkerung der Stadt ausmachte, eine breite sportliche Ausbildung zu ermöglichen. Neben der Organisation von Sportunterricht zählten dazu auch Jugendausflüge, Turnieraustragungen und Lehrgänge für Trainer.
Ab 1922 unterhielt Makabi Warschau eine eigene Turn- und Boxhalle, in der regelmäßig städtische Meisterschaften gegen Lokalrivalen wie Legia Warschau ausgetragen wurden. Später kamen ein eigenes Leichtathletikstadion, ein Rudersteg und ein Schwimmbad hinzu. 1932 zählte der Sportverein mehr als 2000 aktive Sportler und besaß 23 Abteilungen.
Nach dem Überfall der deutschen Wehrmacht auf Polen 1939 musste Makabi Warschau seine Aktivitäten spätestens 1940 komplett einstellen. Die deutschen Besatzungsorgane hatten der jüdischen Bevölkerung des Landes jegliche Vereinstätigkeiten untersagt.
Erst 2014 gelang eine Reaktivierung des Sportvereins, der heute neben einer Fußballmannschaft auch Sportarten wie Yoga, Klettern und Fitness anbietet. In Zusammenarbeit mit dem Museum der Geschichte der polnischen Juden organisiert Makabi Warschau zudem auch Hebräischunterricht.

## Trivia
Im preisgekrönten Roman Der Boxer des polnischen Autors Szczepan Twardoch, in Deutschland 2018 in der Übersetzung von Olaf Kühl  erschienen, spielen der Sportverein und einige seiner Mitglieder eine wichtige Rolle.